# Santovka
Santovka – wieś (obec) na Słowacji położona w kraju nitrzańskim, w powiecie Levice. Pierwsze wzmianki o miejscowości pochodzą z roku 1276. 
Według danych z dnia 31 grudnia 2012, wieś zamieszkiwało 748 osób, w tym 394 kobiety i 354 mężczyzn.
W 2001 roku rozkład populacji względem narodowości i przynależności etnicznej wyglądał następująco:
- Słowacy – 87,5%
- Czesi – 0,81%
- Romowie – 1,16%
- Rusini – 0,23%
- Węgrzy – 9,14%

Ze względu na wyznawaną religię struktura mieszkańców kształtowała się w 2001 roku następująco:
- Katolicy rzymscy – 86,46%
- Grekokatolicy – 0,23%
- Ewangelicy – 5,56%
- Ateiści – 3,82%
- Przedstawiciele innych wyznań – 0,23%
- Nie podano – 1,62%